# Birgittahuset

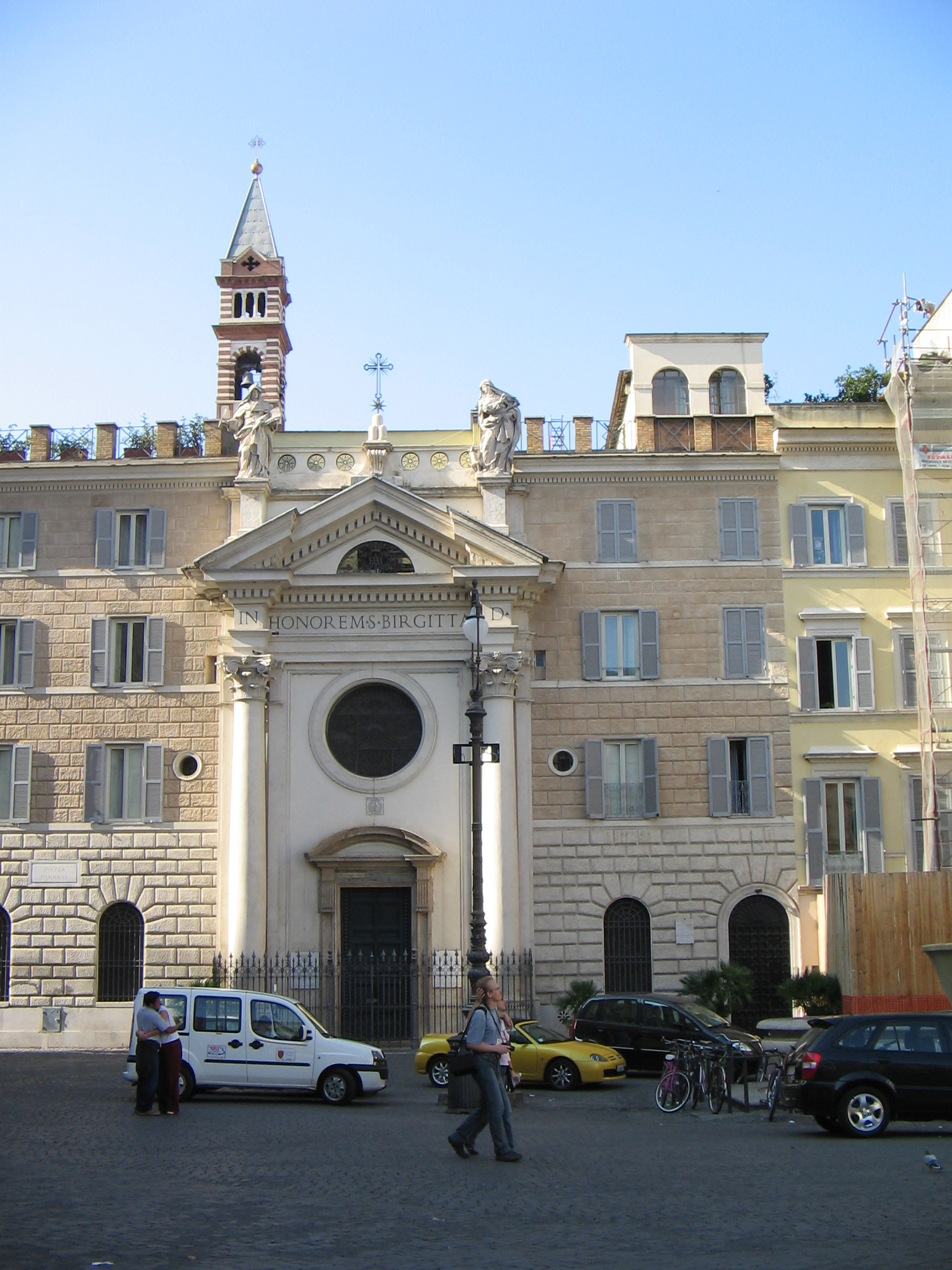
Birgittas hus med dess kyrka vid Piazza Farnese.

Birgittahuset, italienska Casa di Santa Brigida, är en byggnad belägen vid Piazza Farnese i centrala Rom.

## Historia
När heliga Birgitta kom till Rom 1349 flyttade hon som gäst in i kardinalpalatset Palazzo della Cancelleria vid kyrkan San Lorenzo in Damaso. 1353 skänktes hon av en dam vid namn Francisca Papazuri ett hus med fem kolonner vid Piazza Farnese i närheten av Campo dei Fiori. Där bodde Birgitta under resten av sitt liv tillsammans med dottern Katarina. Deras biktfader var Peter Olofson från Skänninge. När Birgitta dött 1373 skänktes huset till Vadstena kloster och tjänade under många år som härbärge för svenska pilgrimer. 
Vadstena kloster erbjöd sig i början av 1400-talet att med bibehållande av äganderätt upplåta byggnaden till ett härbärge (hospitium) åt svenskar, mot det att svenska kyrkan lämnade bidrag till dess underhåll; insamlingar lär också tid efter annan gjorts för detta ändamål. Förslag till stadgar uppgjordes 1431 för detta "hospitium", som skulle styras av två klosterbröder. Härbärget skulle på vissa villkor härbärgera svenska resande och kallas "S. Birgittas svenska hospital" (Hospitale S. Birgittæ de regno Sveciæ). Huset underhölls dåligt och föreståndarskapet utövades under 1400-talet inte av Vadstenamunkar, utan av klerker, vanligen från Linköpings stift. Först i början av 1500-talet, sedan klostret varit nära att förlora sin besittning, utskickades klosterbröder som föreståndare, vilka renoverade den förfallna byggnaden och nyinredde en kyrkosal i byggnaden.
Ryktbarast bland dessa föreståndare blev den lärde Peder Månsson, som i 16 år, ensam eller tillsammans med en klosterbroder, förestod hospitalet, tills han 1524 utnämndes till biskop i Västerås och lämnade Rom. Även efter hans avresa, ända fram mot mitten av 1500-talet, hade klostret en förvaltare i Birgittas hus, men förbindelserna blev efter hand omöjliga att upprätthålla, och klostret i Vadstena kunde snart ingenting göra för sin romerska besittning. 
Påven anförtrodde husets förvaltning åt den landsflyktige Olaus Magnus, som sedan 1549 där hade sin bostad. Han satte ekonomin i gott stånd igen, anlade i Birgittas hus ett tryckeri och utgav därifrån bland annat sin brors och sina egna stora historiska arbeten. Efter Olaus Magnus död (1557) gick hospitalet åter ur svenska händer. Johan III:s försök att komma i besittning av detsamma lyckades inte, men Sigismund hade bättre framgång och fick verkligen 1589 rätt till att styra över institutionen. Hospitalet skulle då bli en plantskola i den katolska propagandans tjänst för underhåll av unga svenskar, längre fram även för polska katoliker. Den närmaste ledningen utövades av en kardinal under titeln "protector regni Sveciæ". Ett litet antal svenskar eller polacker fick också pensioner av hospitalets räntor, men i övrigt vanvårdade kardinalerna dess ekonomi. 
Sedan den polska Vasaätten utslocknat, överlämnades hospitalet 1673 åt drottning Kristina, som till sin död utövade styrelsen för hospitalet. En av pensionstagarna var under 1600-talets senare hälft en annan Vasaättling, konung Vladislav IV:s oäkta son Vladislav Konstantin, som dog 1698. Bland svenskarna fanns drottning Kristinas handsekreterare Andreas Galdenblad. Även friherre Karl Horn, den äventyrlige sonen till fältmarskalken friherre Gustaf Horn af Marienborg, fick något understöd därifrån; han slutade dock sina dagar i Sverige, som återbliven lutheran. 
Efter Kristinas död 1689 tillsattes en utredning av den påvliga kurian för att utreda hospitalets affärer, som efter hand kommit i besittning av inte mindre än nio hus i Rom. Nu uppträdde den reorganiserade birgittinorden genom generalpriorn för klostret Altomünster i Bayern med anspråk på Birgittas hus. Saken ordnades 1692 på sådant sätt, att birgittinerna för framtiden skulle få nyttjanderätten till kyrkan och ett par rum, bland annat Birgittas och Katarinas kammare, samt bostad för två munkar mot skyldighet att uppehålla gudstjänsten, men den "svenska katolska nationens" rätt till hospitalet blev uttryckligen reserverad, och ännu en gång var avsikten, att det skulle träda i den katolska propagandans tjänst. På den österrikiske ministern i Stockholm Franz von Stahrembergs förslag 1697 skulle nämligen i dess lägenheter inredas rum för ett svenskt seminarium, och fem ynglingar utsändes 1698 från Sverige för att få sin bostad i Birgittas hus. Hospitalets historia under 1700-talet är inte närmare känd. 
De bayerska munkarna fördrevs emellertid under revolutionstiden av fransmännen, och sedan påven åter kommit i besittning av Kyrkostaten, behandlade han egendomen som herrelöst gods. Den disponerades än av italienska, än av franska klostersamfund, tills den 1892 förvärvades av en gren av karmelitorden. Dess föreståndarinna, syster Maria Edwige (mer känd under namnet grevinnan Wielhorska), försökte återställa Birgittas hus i värdigt skick, även med hjälp av svenska bidrag, och huset kunde återinvigas den 8 oktober 1895.
1931 flyttade Elisabeth Hesselblad och andra birgittinnunnor in i Birgittahuset, som därmed blev ett kloster. Inflyttningen sanktionerades av bland annat påven Pius XI och markis Claes Lagergren. Klostret är sedan dess centrum för Birgittinordens romerska gren. Delar av byggnaden är hotell, som drivs av nunnorna. Birgittas våning hyser ett kapell och ett museum. Där finns bland annat en tagelskjorta, som var den heliga Birgittas. 
Annandag jul varje år är alla svenskar som är bosatta i Rom inbjudna till Birgittahuset.
Vid Birgittahuset finns en liten barockkyrka, Santa Brigida a Campo de' Fiori, helgad åt heliga Birgitta.